# Julius August Remer

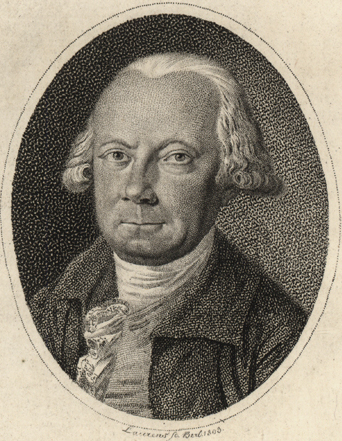
Julius August Remer

Julius August Remer (* 31. Juli 1738 in Braunschweig; † 26. August 1803 in Helmstedt) war ein deutscher Historiker und Hochschullehrer.

## Leben
Der Sohn des Predigers an der Braunschweiger Magnikirche, Joh. Heinr. Remer († 1741), besuchte das dortige Martineum und studierte ab 1757 Theologie in Helmstedt und Göttingen. Er fand 1763 eine Anstellung als öffentlicher Hofmeister am Collegium Carolinum in Braunschweig, wo er ab 1770 Vorlesungen über allgemeine Geschichte hielt. Remer wurde 1774 zum Professor für Universal- und Staatengeschichte und als Nachfolger des gesundheitlich angegriffenen Justus Friedrich Wilhelm Zachariae zum Direktor des Intelligenzwesens ernannt. Damit war er auch für die Herausgabe der Gelehrten Beyträge zu den Braunschweigischen Anzeigen und der Neuen Braunschweigischen Zeitung verantwortlich.
1787 wechselte er als ordentlicher Professor für Geschichte und Statistik an die Universität Helmstedt. Im Jahre 1796 wurde er zum Hofrat ernannt. Er gehörte dem Bund der Freimaurer an.
Remer starb 1803 in Helmstedt an einem Nervenfieber. Die Gedächtnisrede hielt sein Kollege Paul Jakob Bruns.
Remer war seit 1774 verheiratet mit der Braunschweiger Kaufmannstochter Marie Dorothee, geb. Bierbaum (1750–1824). Ihr Sohn war der Mediziner und Hochschullehrer Wilhelm Hermann Georg Remer.

## Schriften (Auswahl)
Zu Remers zahlreichen Veröffentlichungen zählen Lehr- und Handbücher zur europäischen Geschichte und zur Statistik sowie Übersetzungen englischer und französischer Geschichtswerke.
- Handbuch der allgemeinen Geschichte, 1771.
- Tabellarische Uebersicht der wichtigsten statistischen Veränderungen in den vornehmsten europäischen Staaten, 1786–1794.
- Geschichte der französischen Constitutionen, 1795, 2. Aufl. 1808.
- Darstellung der historischen Welt durch alle Jahrhunderte, Berlin und Stettin, 1801.
- Historische Basreliefs in Darstellungen ausgezeichnet merkwürdiger Scenen aus der Geschichte, Halle, 1803.